# Вождь на одну зміну
«Вождь на одну зміну» — радянський двосерійний телефільм 1989 року, знятий режисером Сабіром Назармухамедовим на кіностудії «Узбекфільм».

## Сюжет
За повістю Ф. Камалова «Війна Червоного Лиса». Письменник Баярд на прохання свого друга, директора піонерського табору, погоджується на якийсь час попрацювати з дітьми. Герой вигадує для хлопців гру в індіанців і закликає всіх дотримуватися клятви — жити за давніми законами честі.

## У ролях
- Рустам Ісаєв — Улугбек
- Ходжіакбар Нурматов — Дані Ісмаїлович
- Джамбул Худайбергенов — Баярд
- Нігора Карімова — Асаль
- Сашко Берман — Алька
- Дільмурад Аббасов — Мурад
- Ілля Лиманський — Олег
- Лариса Вайнштейн — Льоля
- Бернар Назармухамедов — Рокер
- Раджаб Адашев — Шаман
- Аркадій Байрамян — Меламед
- Рашид Маліков — Рашид
- Вахід Кадиров — Саттар
- Олена Шамсутдінова — Ольга Олександрівна
- Айбарчин Бакірова — Венера Заріпівна
- Діяс Рахматов — Мансур Гараєвич
- Олена Скворцова — Соня
- Неллі Ртвеладзе — Жанна
- Абдурауф Чарієв — Тимоша
- Хамід Азізов — Маджіддін
- Лада Рубан — Кухар
- Махмуда Рахімова — епізод
- Азіза Карімова — епізод

## Знімальна група
- Режисер — Сабір Назармухамедов
- Сценарист — Валерій Гусєв
- Оператор — Нажміддін Гулямов
- Композитор — Євген Ширяев
- Художник — Назім Аббасов